# Horst Floth
Horst Floth (* 24. Juli 1934 in Karlsbad, Baden-Württemberg; † 6. Oktober 2005 in Feldafing) war ein deutscher Bobpilot. Er gilt als einer der erfolgreichsten Bobpiloten der ausgehenden 1960er und beginnenden 1970er Jahre.
Für seine sportlichen Erfolge wurde er am 27. November 1968 – zusammen mit seinem Partner Pepi Bader – mit dem Silbernen Lorbeerblatt ausgezeichnet.
Der gelernte Hotelkaufmann Horst Floth gewann mit seinem Bremser Pepi Bader bei den Olympischen Winterspielen in Grenoble 1968 und in Sapporo 1972 die Silbermedaille im Zweierbob. 1970 wurden beide Weltmeister, ein Jahr später Europameister im Zweierbob. Deutscher Meister wurde der für den SC Riessersee startende Pilot 1967 (mit dem Bremser Frank Lange) und 1970. Er war ein Ehrenbürger der Gemeinde Feldafing. Horst Floth erlag am 6. Oktober 2005 im Alter von 71 Jahren einem Krebsleiden.